# Square Capital Tower
O Square Capital Tower é um arranha-céu futurístico com 63 andares Kuwait City, Kuwait. O Square Capital Tower, que foi planejado para ter 350.5 m de altura foi desenhado pela firma NORR Limited.
O complexo terá escritórios em 63 andares, um hotel 5 estrelas atá a metade do edifício e um espaçoso shopping. O andar subterrâneo servirá de estacionamento.
A construção da torre começou em 2005 e espera-se que seja concluída em 2009. Quando estiver completa, a torre terá um teto único em forma de espiral.